# ۱-(۲-نیتروفنوکسی)اکتان
۱-(۲-نیتروفنوکسی)اکتان (به انگلیسی: 1-(2-Nitrophenoxy)octane) با فرمول شیمیایی C۱۴H۲۱NO۳ یک ترکیب شیمیایی با شناسه پاب‌کم ۱۶۹۹۵۲ است. که جرم مولی آن ۲۵۱٫۳۲۱ g/mol می‌باشد. 